# Confiance fatale
Confiance fatale (Fatal Trust) est un téléfilm canadien réalisé par Philippe Gagnon et diffusé aux États-Unis le 19 mars 2006 sur Lifetime.

## Fiche technique
- Réalisation : Philippe Gagnon
- Scénario : Andrew Hilton
- Société de production : Incendo Productions
- Durée : 89 minutes
- Pays :  Canada

## Distribution
- Amy Jo Johnson : Kate
- David Jones : Dr Mark Lucas
- Paul Popowich : Tom
- Carol Alt : Jessica
- Nigel Bennett : Samuel Ryder
- Lorne Brass : Sheriff Cooper
- Frank Fontaine : Harry Goodman
- Mary Morter : Miss White
- Charles Bender : Deputy Bailey
- Robert Higden : Skip
- Malcolm Travis : Nick
- Nancy Helms : Grace
- David L. McCallum : Bob
- Lisa Bronwyn Moore (en) : Violet
- Joan McBride : Helen

## Accueil
Le téléfilm a été vu par environ 3,1 millions de téléspectateurs lors de sa première diffusion américaine.